# Тарасюк, Валерий Владимирович
Тарасюк Валерий Владимирович (31 августа 1976 Казанка) — руководитель Национальной комиссии, которая осуществляет государственное регулирование в сферах энергетики и коммунальных услуг Украины (НКРЭКУ). Органа государственной власти, который является энергетическим регулятором на Украине.

## Биография
В 1998 году получил образование в Институте международных отношений Киевского национального университет имени Тараса Шевченко по специальности международное право.
С 2006 по 2014 года работал директором юридического департамента, вице-президентом ООО «ВС Энерджи Интернешинал Украина».
В 2014 году Валерий Тарасюк был назначен директором департамента судебного производства Министерства юстиции Украины. А в августе 2014 года впервые был назначен членом национального энергетического регулятора НКРЭКУ, на должности которого проработал до 2016 года.
В 2016 году вместе со своим бизнес-партнером Михаилом Спектором создал компанию Forbes & Manhattan.
29 октября 2019 года назначен временным членом НКРЭКУ на 3 месяца и 4 ноября того же года стал её председателем. Обязанности которого исполняет до текущего времени так как в 2020 году срок полномочий был продлен до двух лет.
Председатель Национальной комиссии, которая осуществляет государственное регулирование в сферах энергетики и коммунальных услуг Украины в период с 2019 по 2022 годы, и с марта 2024-го.

## Борьба против лоббистов
Начиная с 2020 года, Председатель НКРЭКУ В. Тарасюк неоднократно отмечал активизацию попыток политического давления и информационные войны, развязанные против регулятора со стороны лоббистов. В частности, в 2020 году Тарасюк обратился в Энергетическое Сообщество с заявлением о давлении со стороны депутатов от фракции «Батькивщина» — Алексея Кучеренко, Валентина Наливайченко и Михаила Волынца. Давление связывали с лоббированием интересов энергетического холдинга «ДТЭК», противодействием установлению прозрачных правил на рынке и борьбой с преференциями для отдельных компаний.
По словам Тарасюка, политические силы имели целью дискредитировать состав Нацкомиссии и добиться увольнения всех членов органа. Председатель НКРЭКУ предположил, что следующим шагом холдинга может стать регуляторный захват НКРЭКУ через делегирование в ее состав «своих» людей.

## Политическая деятельность
Во время выборов в Верховную Раду IX созыва в 2019 году стал основным спонсором избирательной кампании экс-нардепа и журналиста Сергея Лещенко, перечислив на счета его предвыборного фонда 414 500 грн, по данным Национального агентства Украины по вопросам предотвращения и противодействия коррупции.

## Обвинения в коррупции
В октябре 2020 Национального агентства Украины по вопросам предотвращения и противодействия коррупции начало расследование возможного конфликта интересов Валерия Тарасюка из-за бизнеса его семьи, сопряженного с поставками электроэнергии.
В ноябре 2020 народные депутаты из фракции «Батькивщина» украинского политика Юлии Тимошенко, публично обвинили Валерия Тарасюка в коррупции. Основанием для обвинений стало наличие в компании ООО «ЭФ энд ЭМ Украина» его родного брата лицензии на поставку электрической энергии. В ответ НКРЭКУ пожаловалось на давление со стороны народных депутатов от этой политической силы.
17 мая 2021 народный депутат Алексей Кучеренко сообщил об открытии Национальной полицией уголовного дела по факту выплаты премий членам Национального регулятора, включая Валерия Тарасюка, премий за IV квартал 2020 и I квартал 2021 в размере 50 % должностного оклада.

## Бизнес
Согласно официальной декларации Валерия Тарасюка 2020 года, он владеет 10 % ООО «Металл Инвест», которая занимается производством металлоконструкций в Черкассах на территории завода «Черкасское химволокно». Доля Валерия Тарасюка 10 % в ООО «Металл Инвест», согласно декларации, передана в управление ООО «ЭФ энд ЭМ Украина», которую возглавляет его родной брат Артем Тарасюк.
100 % ООО «ЭФ энд ЭМ Украина» принадлежит кипрской компании Deelack Investmets Limited. В декларации за 2018 Валерий Тарасюк декларировал долю в Deelack Investmets Limited в размере также 10 %.
Deelack Investmets Limited владеет в Украине 9,16 % акций ПАО «Трест Киевэлектромонтаж», специализирующееся на услугах внешнего освещения в Киеве.

## Импорт электроэнергии из России и Белоруссии
На должности главы НКРЭКУ отставивал необходимость импорта Украиной электрической энергии и Российской Федерации и Белоруссии. В мае 2021 года вопреки давлению Верховной Рады и закону о запрете импорта до конца 2021 года, принял решение ограничить импорт из России и Белоруссии на 4 месяца, до октября 2021 года.

## Судебные процессы
16 марта 2021 Окружной административный суд Киева обязал КМУ привести назначения четырех членов Национальной комиссии указом Президента от 29 октября 2019 в соответствии с новым законодательством, согласно которому срок полномочий был продлен с трех месяцев до двух лет.
18 мая 2021 Конституционный суд Украины начал слушания по обращению 50 народных депутатов о неконституционности действующего состава НКРЭКУ, в том числе Валерия Тарасюка.